# AMTK Ljubljana
AMTK Ljubljana – słoweński klub żużlowy z Lublany.

## Historia klub
Początki istnienia powojennych organizacji zrzeszających miłośników motoryzacji datuje się na rok 1946, zaś ich zjednoczenie w Avto moto zveze nastąpiło we wrześniu 1948. W początkowych latach działalność skupiała się na upowszechnianiu wiedzy o pojazdach silnikowych, organizacji imprez sportowych, oraz szkoleniu kierowców. Sekcja żużlowa została powołana w 1963 roku, a startujący w jej barwach zawodnicy z powodzeniem reprezentowali klub w rozgrywkach o indywidualne i drużynowe mistrzostwa Jugosławii, a po 1991 roku Słowenii. Klub prowadzi szkółkę dla młodych adeptów czarnego sportu, w której przygotowywani są kondycyjnie oraz poznają charakterystykę działania motocykla żużlowego.

## Stadion

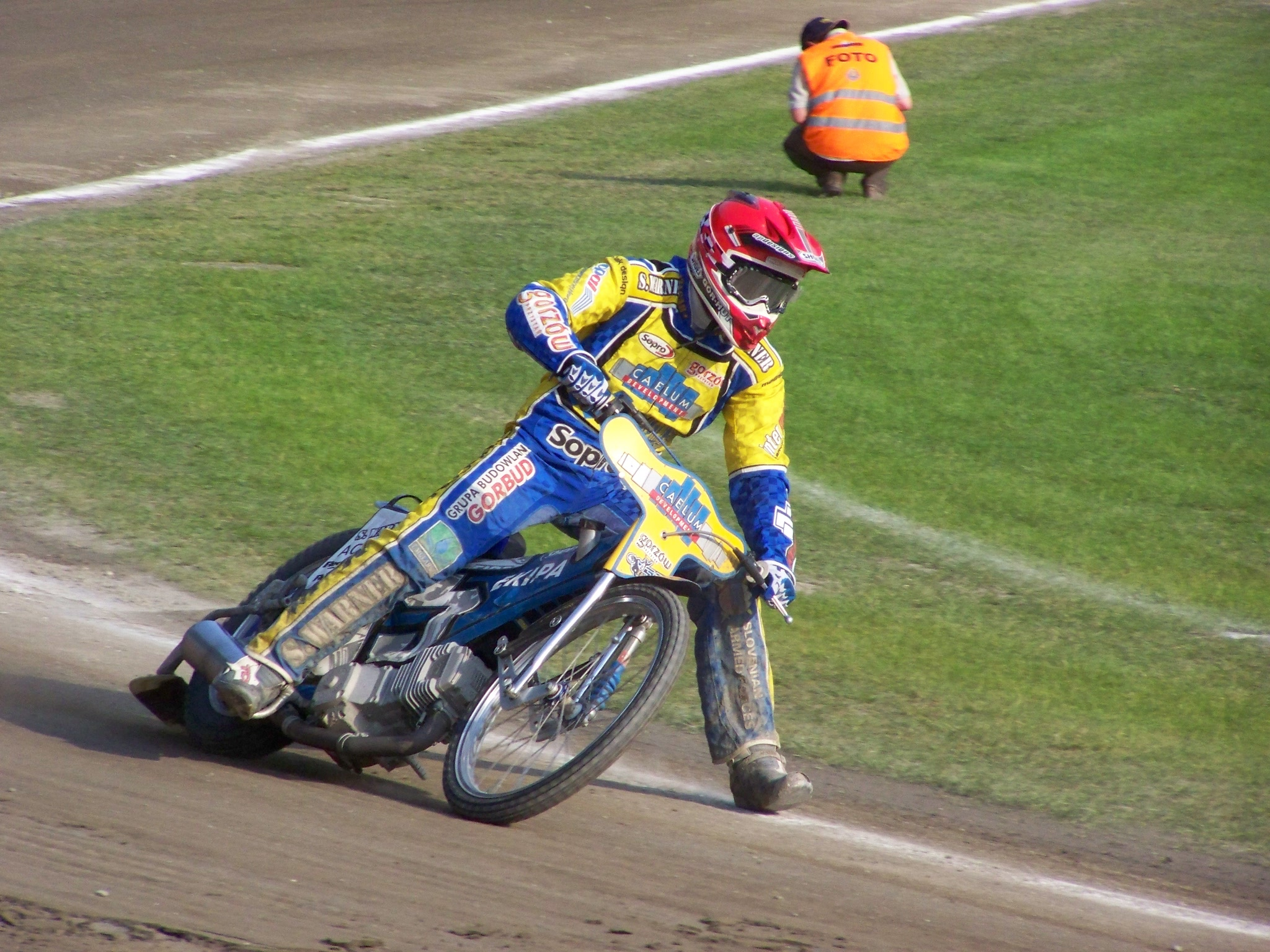
Matej Žagar jest najbardziej utytułowanym zawodnikiem w historii słoweńskiego żużla

Budowa stadionu Ilirija rozpoczęła się w 1960 roku, a zakończyła się trzy lata później. Znajduje się on na terenie dzielnicy Zgornja Šiška. Długość toru wynosi 398 metrów, jego szerokość na prostych wynosi 11,1 metra, a na łukach 15,5 metra. Obiekt wyposażony jest w bandy dmuchane. W ostatnich latach najważniejszą imprezą mającą miejsce na lublańskim torze było rozegranie Rundy Kwalifikacyjnej Drużynowego Pucharu Świata w maju 2012 roku. Na starcie stanęły wtedy ekipy USA, Włoch, Ukrainy oraz Słowenii. W 2015 zaplanowane jest przeprowadzenie na tym stadionie rund indywidualnych i parowych mistrzostw Słowenii.

## Zawodnicy
| stat. | imię i nazwisko | nar.     |
| ----- | --------------- | -------- |
| S     | Matej Žagar     | Słowenia |
| S     | Matic Voldrih   | Słowenia |
| S     | Maks Gregorič   | Słowenia |
| S     | Jernej Pečnik   | Słowenia |
| S     | Nejc Malešič    | Słowenia |
| J     | Nick Škorja     | Słowenia |